# Lars Nyberg (ämbetsman)
Fredrik Lorentz "Lars" Nyberg, född 18 juli 1768 på Sveaborg, död 14 mars 1831 i Helsingfors, var en svensk-finsk ämbetsman.

## Biografi
Lars Nyberg var son till fältkamreraren Gabriel Nyberg. År 1784 blev han, efter officersexamen kadett vid Sveaborgs fortifikationsstat och 1785 student vid Åbo Akademi, där han bedrev studier i matematik. Han blev 1785 kammarskrivare vid fortifikationsbrigaden på Sveaborg och 1787 kammarskrivare vid generalkommissariatet för Finland. Efter utbrottet av Gustav III:s ryska krig 1788 utnämndes Nyberg till fältrevisor vid generalkrigskommissariatet och 1790 till fältkamrerare vid krigskommissariatet för savolakska militärfördelningen. 1797 blev han faderns efterträdare som fältkamrerare vid finska generalkrigskommissariatet, där han 1808 blev överkrigskommissarie och underhållningsintendent. I denna egenskap gjorde han en stor insats under finska kriget 1808–1809. Efter fredsslutet var han till 1812, då han erhöll titeln kammarråd ledamot av en kommitté, som arbetade i Stockholm för utredning av förvaltningsärenden under kriget. Efter en kort vistelse på sin gård Tali nära Helsingfors studerade han 1813–1815 kameralväsendet och det militära förvaltningsväsendet i Sverige. 1816–1825 var han ledamot av den fiska regeringskonseljen och chef för kammar- och räkenskapsexpeditionen, där han gjorde ett betydande arbete för ordnandet av det finska statsverkets räkenskaper.